# Ze zeggen
Ze zeggen is een single van Jan Boezeroen uit 1971. Het werd geschreven door Jack de Nijs en Jan Sebastiaan. Op de B-kant verscheen het nummer Nog eentje dan. Beide nummers verschenen ook op zijn album Oei, oei (1972).
Het is een Nederlandstalig nummer waarin de zanger verhaalt dat er allerlei dingen over hem gezegd worden. Hij zingt dat hij zich van de domme houdt, want het is toch niet waar.

## Hitnoteringen
De single bereikte de hitlijsten in Nederland. Het lied leverde Jack de Nijs een Zilveren Harp op in de categorie voor nieuwe artiesten voor kwaliteit, artistieke waarde en populariteit.
| Ze zeggen in de Nederlandse Top 40 van 20-11-1971 t/m 26-2-1972 | Ze zeggen in de Nederlandse Top 40 van 20-11-1971 t/m 26-2-1972 | Ze zeggen in de Nederlandse Top 40 van 20-11-1971 t/m 26-2-1972 | Ze zeggen in de Nederlandse Top 40 van 20-11-1971 t/m 26-2-1972 | Ze zeggen in de Nederlandse Top 40 van 20-11-1971 t/m 26-2-1972 | Ze zeggen in de Nederlandse Top 40 van 20-11-1971 t/m 26-2-1972 | Ze zeggen in de Nederlandse Top 40 van 20-11-1971 t/m 26-2-1972 | Ze zeggen in de Nederlandse Top 40 van 20-11-1971 t/m 26-2-1972 | Ze zeggen in de Nederlandse Top 40 van 20-11-1971 t/m 26-2-1972 | Ze zeggen in de Nederlandse Top 40 van 20-11-1971 t/m 26-2-1972 | Ze zeggen in de Nederlandse Top 40 van 20-11-1971 t/m 26-2-1972 | Ze zeggen in de Nederlandse Top 40 van 20-11-1971 t/m 26-2-1972 | Ze zeggen in de Nederlandse Top 40 van 20-11-1971 t/m 26-2-1972 | Ze zeggen in de Nederlandse Top 40 van 20-11-1971 t/m 26-2-1972 | Ze zeggen in de Nederlandse Top 40 van 20-11-1971 t/m 26-2-1972 | Ze zeggen in de Nederlandse Top 40 van 20-11-1971 t/m 26-2-1972 | Ze zeggen in de Nederlandse Top 40 van 20-11-1971 t/m 26-2-1972 |
| Week                                                            | 1                                                               | 2                                                               | 3                                                               | 4                                                               | 5                                                               | 6                                                               | 7                                                               | 8                                                               | 9                                                               | 10                                                              | 11                                                              | 12                                                              | 13                                                              | 14                                                              | 15                                                              |                                                                 |
| --------------------------------------------------------------- | --------------------------------------------------------------- | --------------------------------------------------------------- | --------------------------------------------------------------- | --------------------------------------------------------------- | --------------------------------------------------------------- | --------------------------------------------------------------- | --------------------------------------------------------------- | --------------------------------------------------------------- | --------------------------------------------------------------- | --------------------------------------------------------------- | --------------------------------------------------------------- | --------------------------------------------------------------- | --------------------------------------------------------------- | --------------------------------------------------------------- | --------------------------------------------------------------- | --------------------------------------------------------------- |
| Positie                                                         | 29                                                              | 20                                                              | 15                                                              | 13                                                              | 12                                                              | 11                                                              | 14                                                              | 14                                                              | 16                                                              | 19                                                              | 19                                                              | 17                                                              | 24                                                              | 34                                                              | 39                                                              | uit                                                             |

| Ze zeggen in de Hilversum 3 Top 30 van 18-8-1970 t/m 19-9-1970 | Ze zeggen in de Hilversum 3 Top 30 van 18-8-1970 t/m 19-9-1970 | Ze zeggen in de Hilversum 3 Top 30 van 18-8-1970 t/m 19-9-1970 | Ze zeggen in de Hilversum 3 Top 30 van 18-8-1970 t/m 19-9-1970 | Ze zeggen in de Hilversum 3 Top 30 van 18-8-1970 t/m 19-9-1970 | Ze zeggen in de Hilversum 3 Top 30 van 18-8-1970 t/m 19-9-1970 | Ze zeggen in de Hilversum 3 Top 30 van 18-8-1970 t/m 19-9-1970 | Ze zeggen in de Hilversum 3 Top 30 van 18-8-1970 t/m 19-9-1970 | Ze zeggen in de Hilversum 3 Top 30 van 18-8-1970 t/m 19-9-1970 | Ze zeggen in de Hilversum 3 Top 30 van 18-8-1970 t/m 19-9-1970 | Ze zeggen in de Hilversum 3 Top 30 van 18-8-1970 t/m 19-9-1970 | Ze zeggen in de Hilversum 3 Top 30 van 18-8-1970 t/m 19-9-1970 | Ze zeggen in de Hilversum 3 Top 30 van 18-8-1970 t/m 19-9-1970 | Ze zeggen in de Hilversum 3 Top 30 van 18-8-1970 t/m 19-9-1970 |
| Week                                                           | 1                                                              | 2                                                              | 3                                                              | 4                                                              | 5                                                              | 6                                                              | 7                                                              | 8                                                              | 9                                                              | 10                                                             | 11                                                             | 12                                                             |                                                                |
| -------------------------------------------------------------- | -------------------------------------------------------------- | -------------------------------------------------------------- | -------------------------------------------------------------- | -------------------------------------------------------------- | -------------------------------------------------------------- | -------------------------------------------------------------- | -------------------------------------------------------------- | -------------------------------------------------------------- | -------------------------------------------------------------- | -------------------------------------------------------------- | -------------------------------------------------------------- | -------------------------------------------------------------- | -------------------------------------------------------------- |
| Positie                                                        | 25                                                             | 22                                                             | 16                                                             | 15                                                             | 13                                                             | 11                                                             | 12                                                             | 12                                                             | 14                                                             | 17                                                             | 17                                                             | 19                                                             | uit                                                            |

1. ↑  De Waarheid, Gouden Harpen uitgereikt, 14 november 1972